# Chiricahua
Chiricahua (chiricahues, chilicague, chilecagez, chirikawa o chiricagua, apaches chiricahua, chiricagui, apaches de chiricahui) son una tribu de indígenas apaches autodenominados N’nee ("la gente") que habitan en México en el norte de los estados de Sonora y Chihuahua  y en Estados Unidos en reservas indias en áreas del suroeste de Nuevo México y el sureste de Arizona, en la región conocida como las Grandes Llanuras. 
Hasta el siglo XIX fueron un pueblo seminómada reconocidos por sus grandes habilidades de batalla, manejo del caballo y sigilo en cacería, llegando a controlar grandes porciones de territorio de Arizona y  Nuevo México, que resistieron al dominio por el gobierno mexicano y norteamericano, y realizando feroces incursiones, asaltos y ataques a la frontera mexicana, situación que propicio las guerras apaches y los gobiernos de Sonora y Chihuahua en México, durante finales del siglo XIX y por estados Unidos se llevaron a cabo campañas de exterminio para someterlos. Los pocos chiricahuas que resistieron fueron desplazados a reservas indias de Nuevo México y Arizona, mientras que otros se dispersaron y escondieron en varios estados del norte de México.

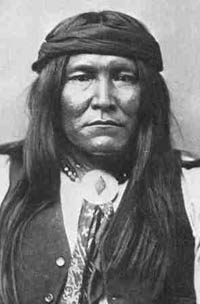
Chatto, apache chiricahua

## Nombre
El nombre Chiricahua viene del ópata Chiwi cahui montañas de pavos, por la abundancia de estos animales en las montañas chiricahua donde habitaban. Eran también llamados Hiu Hah o pueblo de oriente o del sol naciente. Los chiricahua se llamaban a sí mismos dependiendo del grupo al que pertenecieran n´dee, n´nee o ndé, "pueblo", que indicaba cualquier pueblo apache. Pero sobre todo se consideraban a sí mismos primeramente como Bi-dan-ku, más específicamente refiriéndose a su propia tribu chiricahua que estaba al sureste de Arizona y suroeste de Nuevo México.
Cada vez más, el nombre apache es hoy percibido como denigrante y humillante porque éste significa "enemigo" en idioma ashiwi, más conocidos como zuñi, ya que eran enemigos de los athapascanoparlantes del sur. Por lo tanto, predomina cada vez más el nombre utilizado por ellos mismos que es dependiendo del grupo perteneciente n´dee, n´nee o ndé. Es lo mismo en el caso de los Pápago (Tohono O'odham) o los Sioux (Lakota, Nakota (también Nakoda) o Dakota).

## Idioma
Son hablantes del idioma n'nee biyat'i, conocido también como chiricahua, una lengua atabascana del grupo apacheano que pertenece a la familia lingüística na-dené y es hablada en los estados mexicanos de Sonora y Chihuahua.

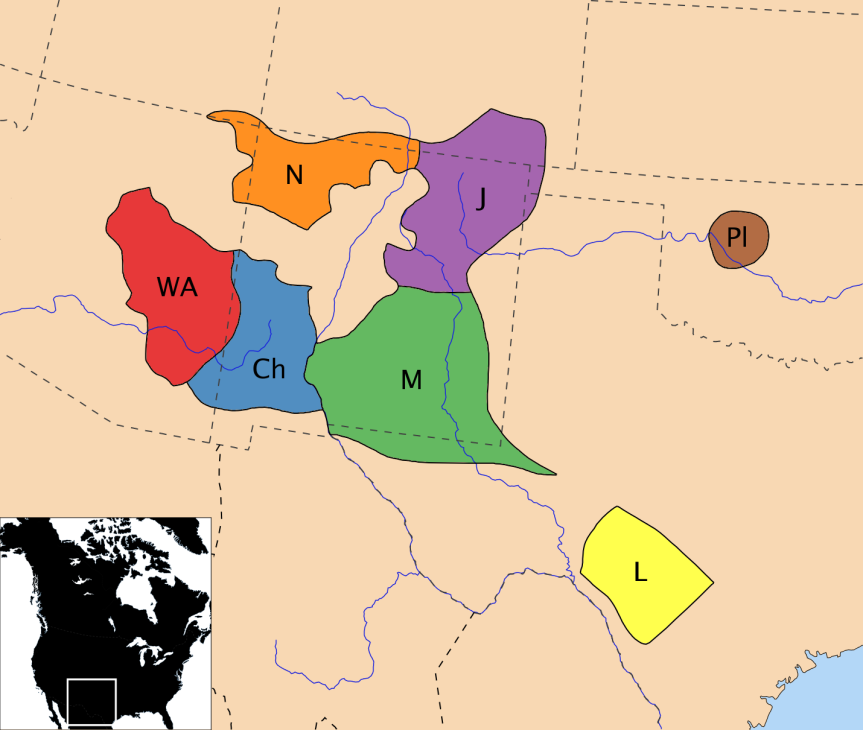
Tribus Apaches en el (Ch - Chiricahua, WA - Western Apache, N - Navajo, M - Mescalero, J - Jicarilla, L - Lipan, Pl - Plains Apache

## Territorio

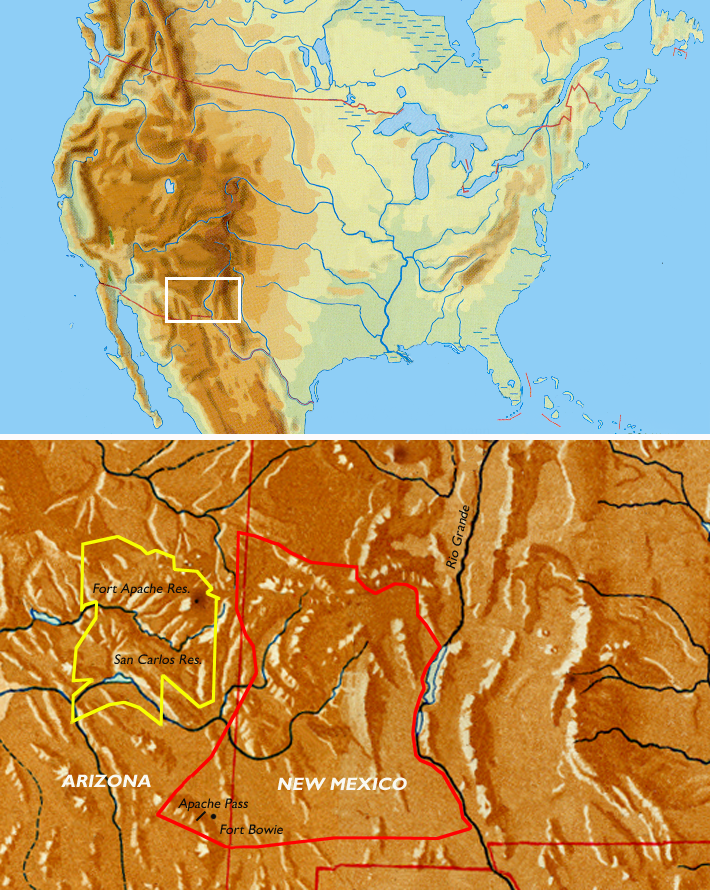
Territorio original de los Chiricahua

Su antigua zona residencial estaba en el suroeste de Nuevo México, el sureste de Arizona y en la Sierra Madre Occidental en el norte de Sonora y Chihuahua. Los diversos grupos chiricahuas vagaban desde el río San Pedro en Arizona en el oeste hasta el río Grande en Nuevo México, en el este y hacia el río de la sal: - y de las cabeceras del río Gila en el norte hasta el (tramo del Río Salado) área de los Presidios del Carrizal (aproximadamente 41 millas (66 km) al sur de Nuevo Casas Grandes) en el noroeste de Chihuahua y Sonora, al sur de Bavispe, a lo largo de la cuenca alta del río Yaqui. Sus territorios incluidos el Gila, Desierto de Sonora, el desierto de Chihuahua eran nombrados por los chiricahuas como las "Montañas azules".
Los zuñis que antes vivían cerca del río Gila fueron expulsados; de ahí su designación en las lenguas atabascanas como Apachu ('extraño', 'enemigo'). Esta palabra fue tomada por los españoles, mexicanos y estadounidenses para llamarlos al conversar con algunos zuñis aliados. Al noroeste de los chiricahua vivían los apaches occidentales y los Yavapai, al norte, la nación Navajo, en el este los Mescaleros, el sur y al suroeste estaban los Tohono O'odham, Hia-Ced O'odham, Akimel O'odham, Maricopa y Ópata. En los Yavapai, los Apaches Occidentales y los Navajos prevaleció una tensa relación que a menudo se volcó, a pesar de la afinidad lingüística y cultural en la enemistad. Por el contrario, los chiricahua tenían como grandes aliados a los mescaleros. Entre las tribus sedentarias y agrícolas conduciendo desde la Pimería Alta, Pimería Baja, Ópata, Maricopa y otras tribus mexicanas sedentarias y nómadas y más tarde con los españoles y los mexicanos fueron los chiricahuas tenidos como guerreros temibles que en algunas ocasiones llegaron a saquear pueblos del centro de México y matar o atemorizar a sus habitantes. Los Chiricahua extendieron su territorio tribal a expensas de las tribus sedentarias del sur de su territorio exterminando a muchas de ellas tal como a los Jumanos, Sumas, Janos, y muchos otros pueblos sedentarios del río Bravo.

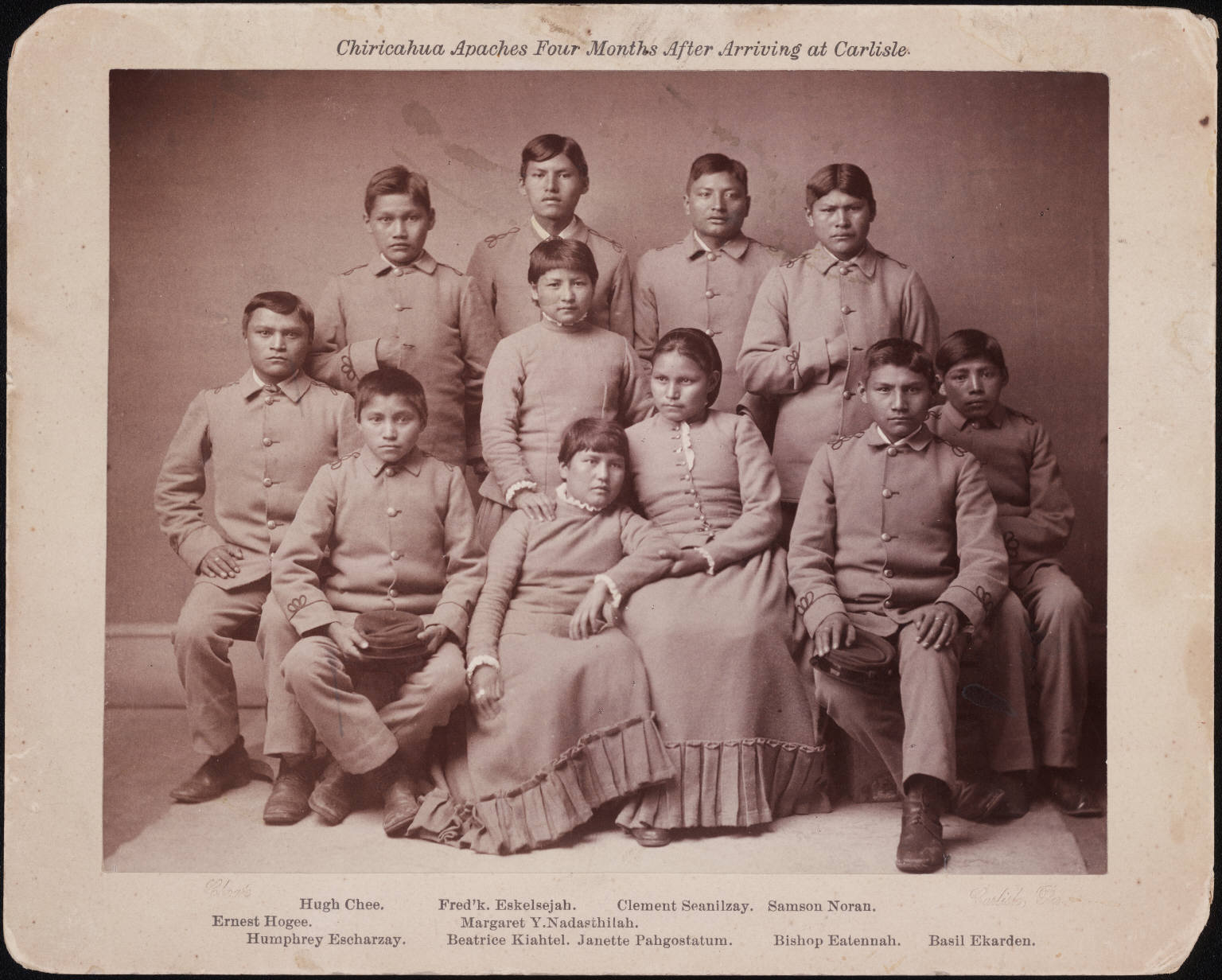
Grupo de apaches 4 meses después de haber sido enviados a estudiar a la escuela de indígenas en Carlisle, Pensilvania

## Historia

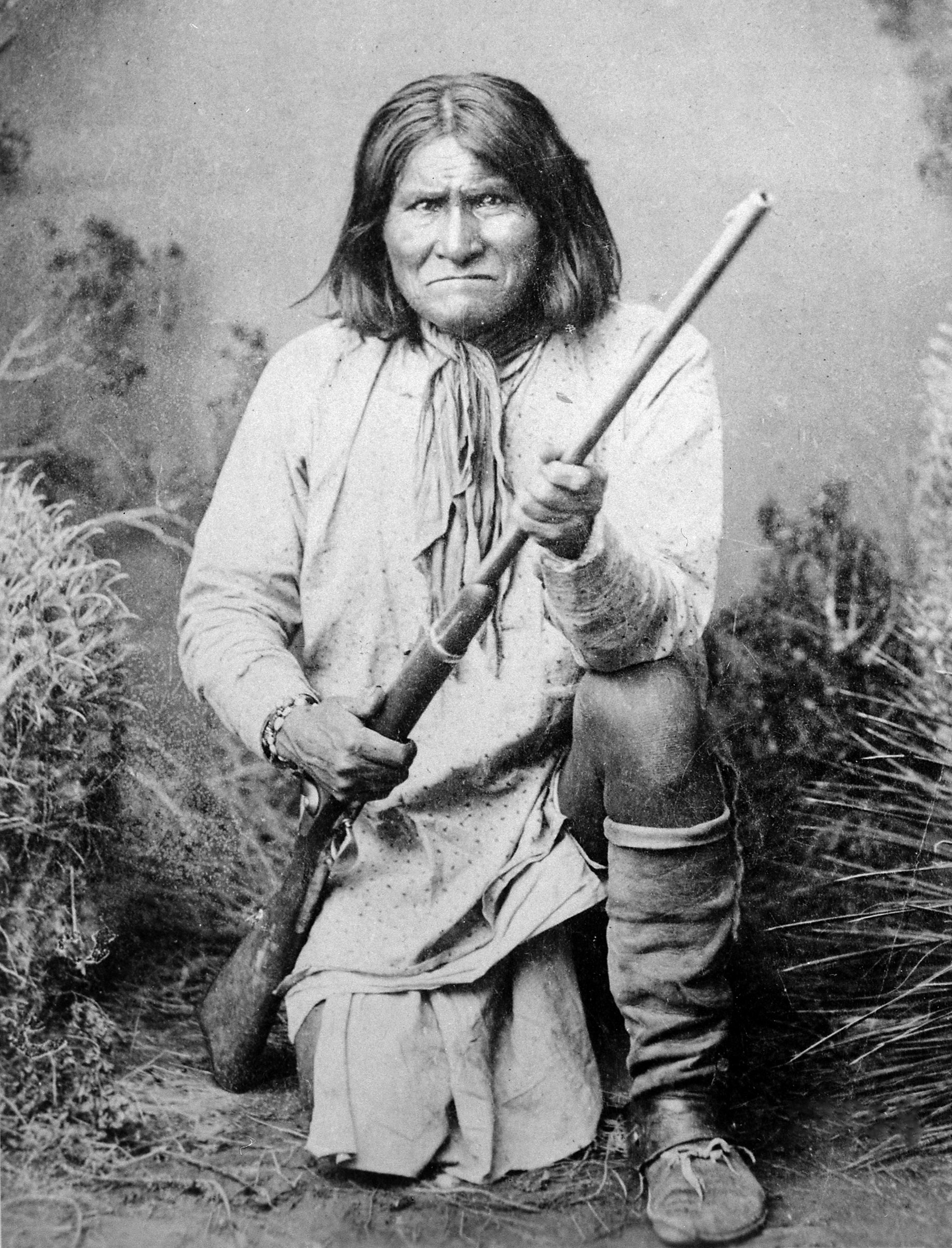
Gerónimo

Liderados por Cochise y después por Gerónimo, esta banda apache fue una de las últimas en resistirse al control del suroeste por parte del gobierno de los Estados Unidos. Finalmente se rindieron en 1886 y tuvieron que exiliarse a Florida, Alabama, y Oklahoma. Posteriormente, la mayoría fue trasladada a la reserva militar Fort Sill, en Oklahoma, hasta 1913, cuando se les permitió volver a lo que es ahora Arizona. Muchos viven todavía en Oklahoma o en la reserva Mescalero de Nuevo México. Su último reducto fue en la Sierra de los Chiricahua, en el sureste de Arizona, parte del cual está dentro del Chiricahua National Monument.

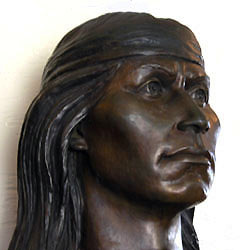
Cochise escultura

Mangas Coloradas y Victorio fueron famosos líderes chiricahuas entre 1850 y 1890. Otros líderes fueron Juh y Nana, el cual, junto con Victorio y Gerónimo, considerado por Crook en 1885 como "el cerebro de las bandas hostiles".

## Nombre
La banda era mucho más importante que la tribu, en la cultura chiricahua. No existe palabra nativa para denominar a la tribu chiricahua en la lengua chiricahua. Existe la palabra Chidikáágu (derivada del español Chiricahua) que se refiere a los Chiricahuas en general, y la palabra Indé, que se refiere a los Apache en general. 
Los chiricahuas son llamados Ha’i’ą́há ('Amanecer del Este") por los grupos White Mountain, Cibecue, y Bylas de los Apache Oeste.
Son llamados Hák’ą́yé por el grupo San Carlos de los Apache del Oeste.
Los navajos llaman a los chiricahuas Chíshí.

## Bandas Chiricahuas
Tratando de conocer y determinar las bandas chiricahuas, algunos historiadores mencionan que eran 3 bandas, otros dicen 4 y unos más 5. Según Opler (1941), los Chiricahuas constaban de tres bandas:
- Ch’úk’ánéń o Ch’uuk’anén (también llamados los Chiricahua Central, Ch’ók’ánéń, Apache Cochise, Chiricahua verdadero, Chiricaguis, Tcokanene),
- Chíhéne o Chííhénee’ 'Gente Pintada de Rojo' (también conocida como Chiricahua Este, Apache Warm Springs, Gileños, Apache Ojo Caliente, Apache Coppermine, Copper Mine, Mimbreños, Mimbres, Mogollones, Tcihende),
- Ndé’indaaí o Nédnaa’í 'Pueblo Enemigo' (también llamados Chiricahua del Sur, Chiricahua verdadero, Apache Pinery, Ne’na’i).

Según los Chiricahua-Warm Springs Fort Sill Apache en Oklahoma, hay cuatro bandas en Fort Sill:
- Chukunen (también banda Chiricahua, Chokonende),
- Bidánku (también Bidanku, Bedonkohe (?)),
- Chíhéne (también llamada como la banda Warm Springs, Chinde (?)),
- Ndéndai (también Ndénai, Nednai).

Había cuatro grupos en los Chiricahua, dividida en varias bandas y grupos locales:
- Chokonen
- Bedonkohe
- Chihenne
- Nednhi

Las aldeas y tribus de las diferentes bandas estaban constituidas por diferente grupos: 
Chokonen (Ch’ók’ánéń, Tsoka-ne-nde, Tcokanene, Chu-ku-nde, Chukunende, Ch’úk’ánéń, Ch’uuk’anén - ‘Ridge of the Mountainside People’, Chiricahua adecuada o medio Chiricahua)
- Chokonen (vivían al oeste Safford, Arizona, por aquí Río Gila, noreste por aquí Río San Francisco se extendió a la Sierra de Mogollón en Nuevo México y en el suroeste de la Valle de San Simón, noreste grupo local)
- Chihuicahui (vivía en el sureste de Arizona, al oeste de Río San Pedro, su frontera occidental formaron la actual ciudades Engin, Benson, Johnson, y Willcox, hacia el norte hasta el Río San Simón y hacia el este al suroeste de Nuevo México, controlaba el sierra de Huachuca, al sur de sierra de Pinaleño y sierra de Winchester sierra de las Dos Cabezas sierra de Chiricahua sierra de la Peñascosa y Mule Mountains, suroeste grupo local)
- Dzilmora (vivían al sierra del Álamo Hueco, valle de las Playas, de la sierra del Hachita y la sierra del Hacha en el suroeste de Nuevo México, grupo local del sudeste)
- Animas (vivían al sur del Río Gila, al oeste del Valle de San Simón, Valle de San Bernardino en la sierra de Peloncillo a lo largo de la Arizona-Nuevo México frontera al sur de la sierra de Guadalupe y este de la Valle de las Ánimas y sierra de las Ánimas en el suroeste de Nuevo México grupo local del sur)

Bedonkohe (Bi-dan-ku - ‘In Front of the End People’, Bi-da-a-naka-enda - ‘Standing in front of the enemy’, también conocida como los apaches Mogollón o apaches del Gila, Chiricahua noreste)
Chihenne (Chi-he-nde, Chihende, Tci-he-nde, Chíhéne, Chííhénee’ - 'Gente Pintada de Rojo', también conocida como Copper Mine, Warm Springs, Mimbres, Gila Apaches, Chiricahua Este)
- Ojo Caliente (Warm Springs Apaches)
  - Ojo Caliente el norte (grupo local del norte)[4]
  - Ojo Caliente del sur (Ojo Caliente adecuada, grupo local del sur)
- Gila / Gileños
  - Santa Rita del Cobre (Copper Mines Apaches, grupo local del oeste)[5]
  - Mimbres /Mimbreño (grupo local del este)
  - otro grupo local (grupo local del sur)

Nednhi (Ndé'ndai, Nde-nda-i, Nédnaa’í, Ndé’indaaí, Ndé’indaande, Ndaandénde - ‘gente hostiles’, ‘Las personas que la ira se prepara’, también conocida como los Bronco Apaches, Sierre Madre Apaches o Chiricahua del sur)
- Janeros (llamaban a sí mismos Dzilthdaklizhéndé - "gente de montaña azul", grupo local del norte)
- Carrizaleños (llamaban a sí mismos Tsebekinéndé - "gente de casa de piedra", grupo local del sudeste)
- Pinaleños (grupo local del suroeste)

Schroeder (1947) no está de acuerdo con Opler, y da cinco bandas:
- Mogollón
- Copper Mine
- Mimbres
- Warm Spring
- Chiricahua verdadero

## Galería

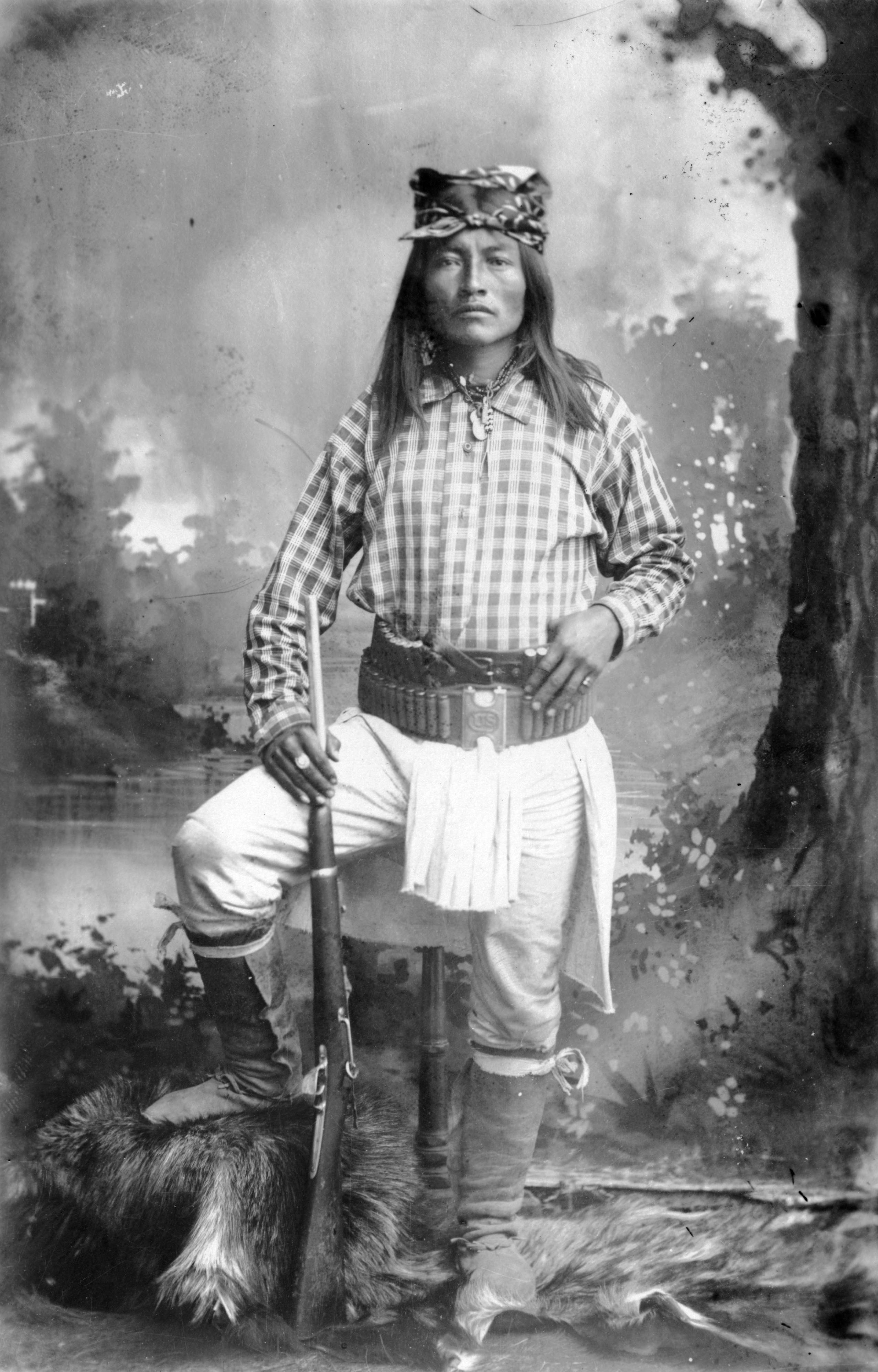
Coyote Amarillo
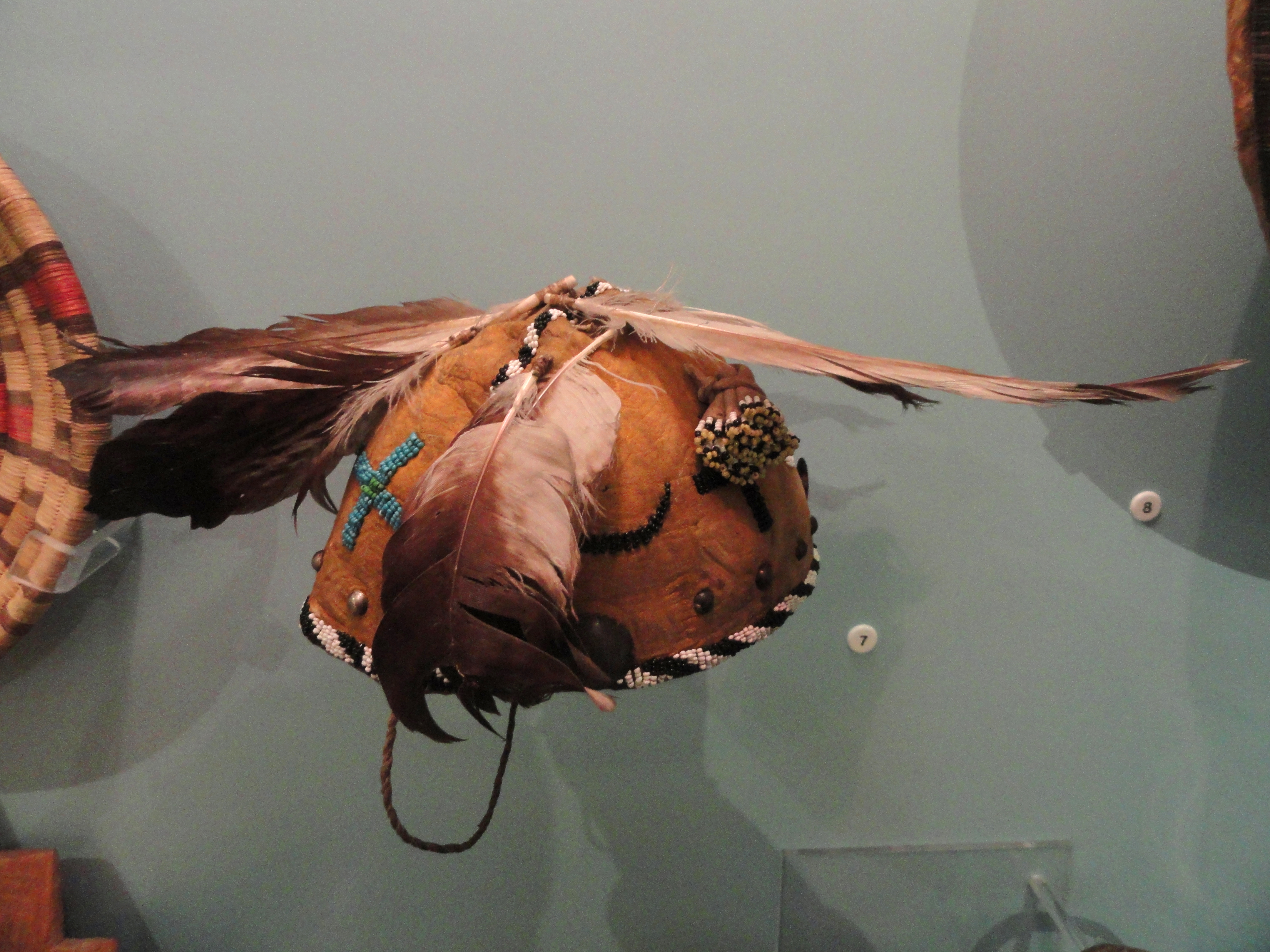
Casco de guerra chiricahua en los 1890s
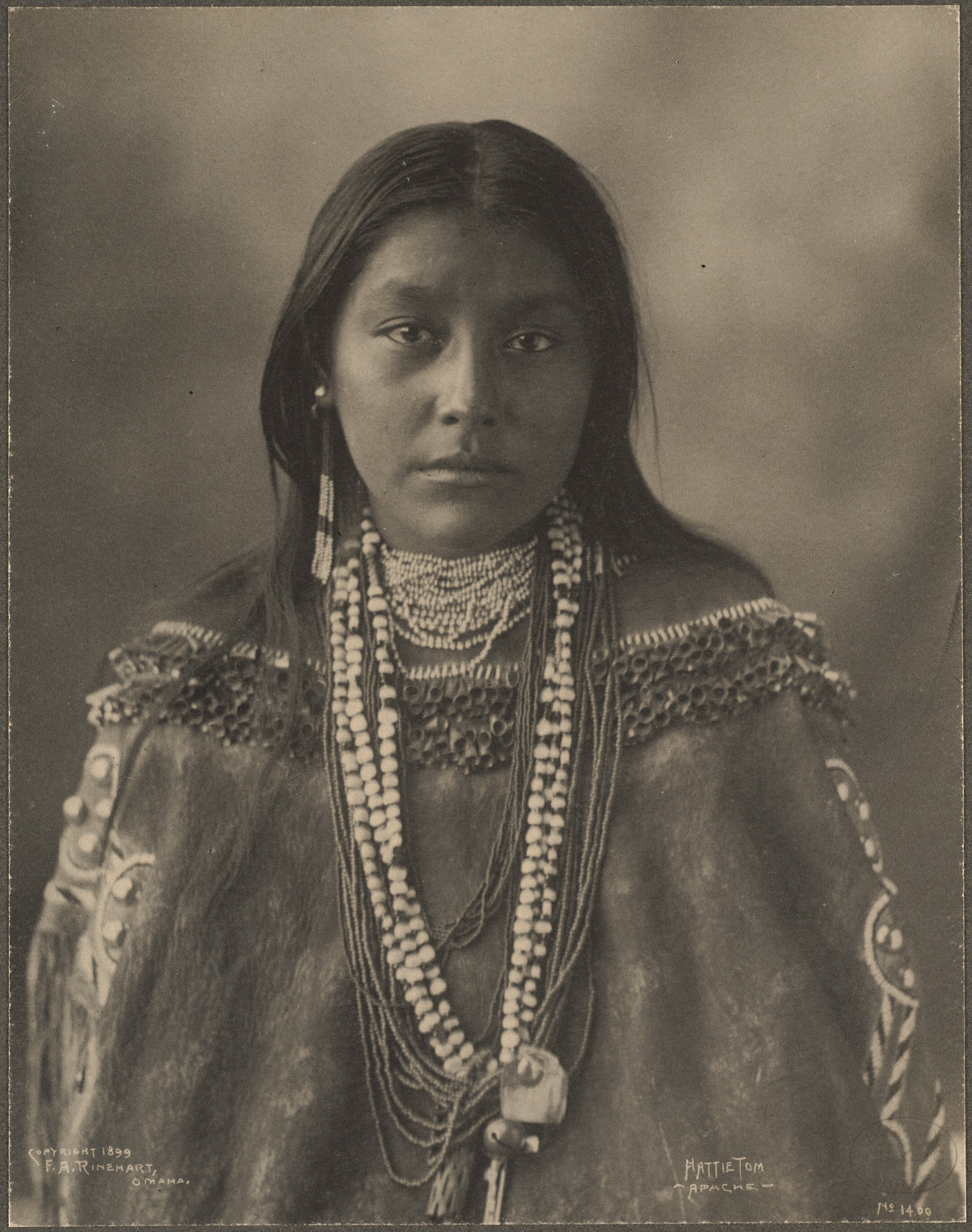
Hattie Tom en 1889
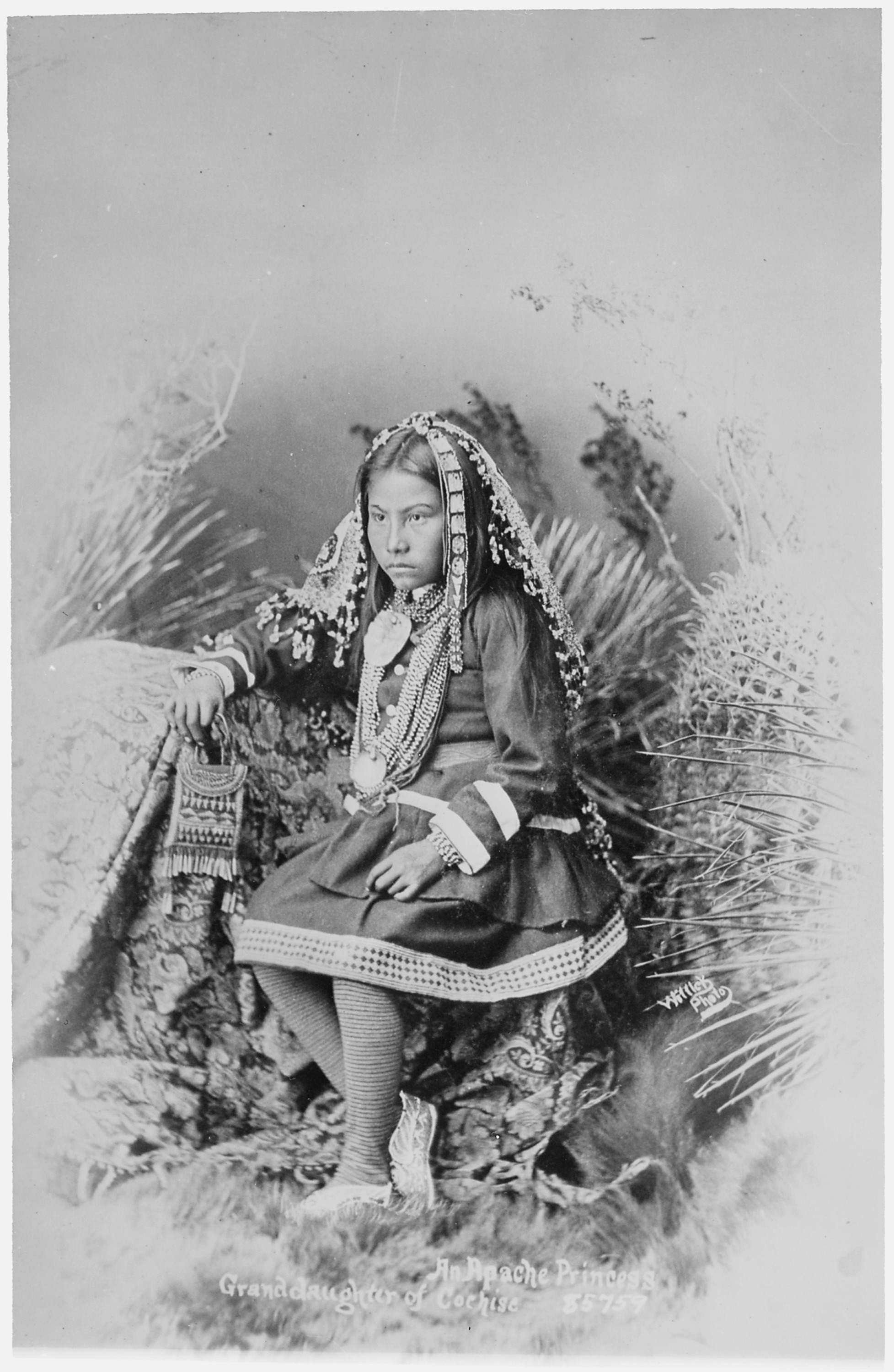
La nieta de Cochise en 1886
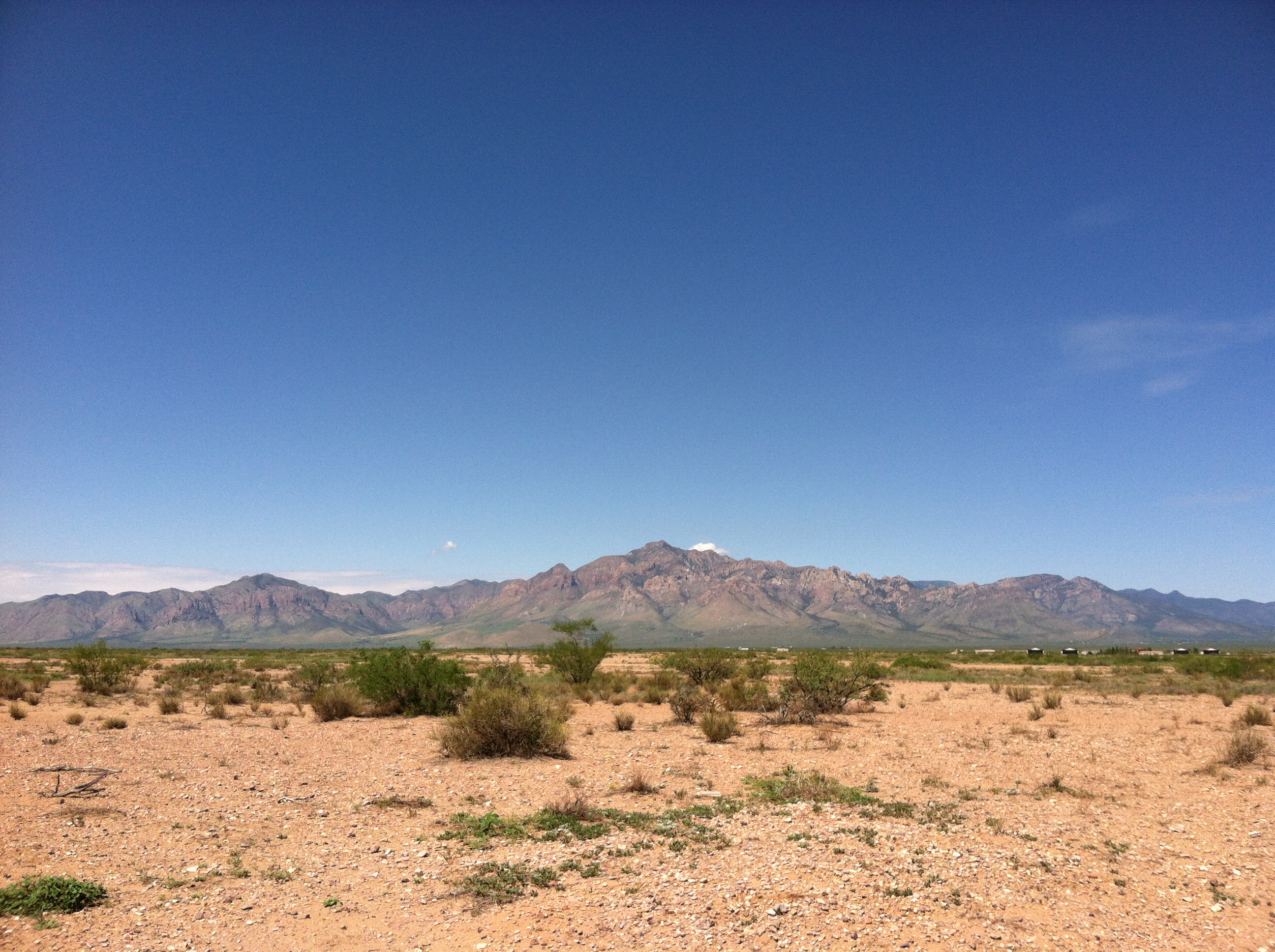
Montañas Chiricahua
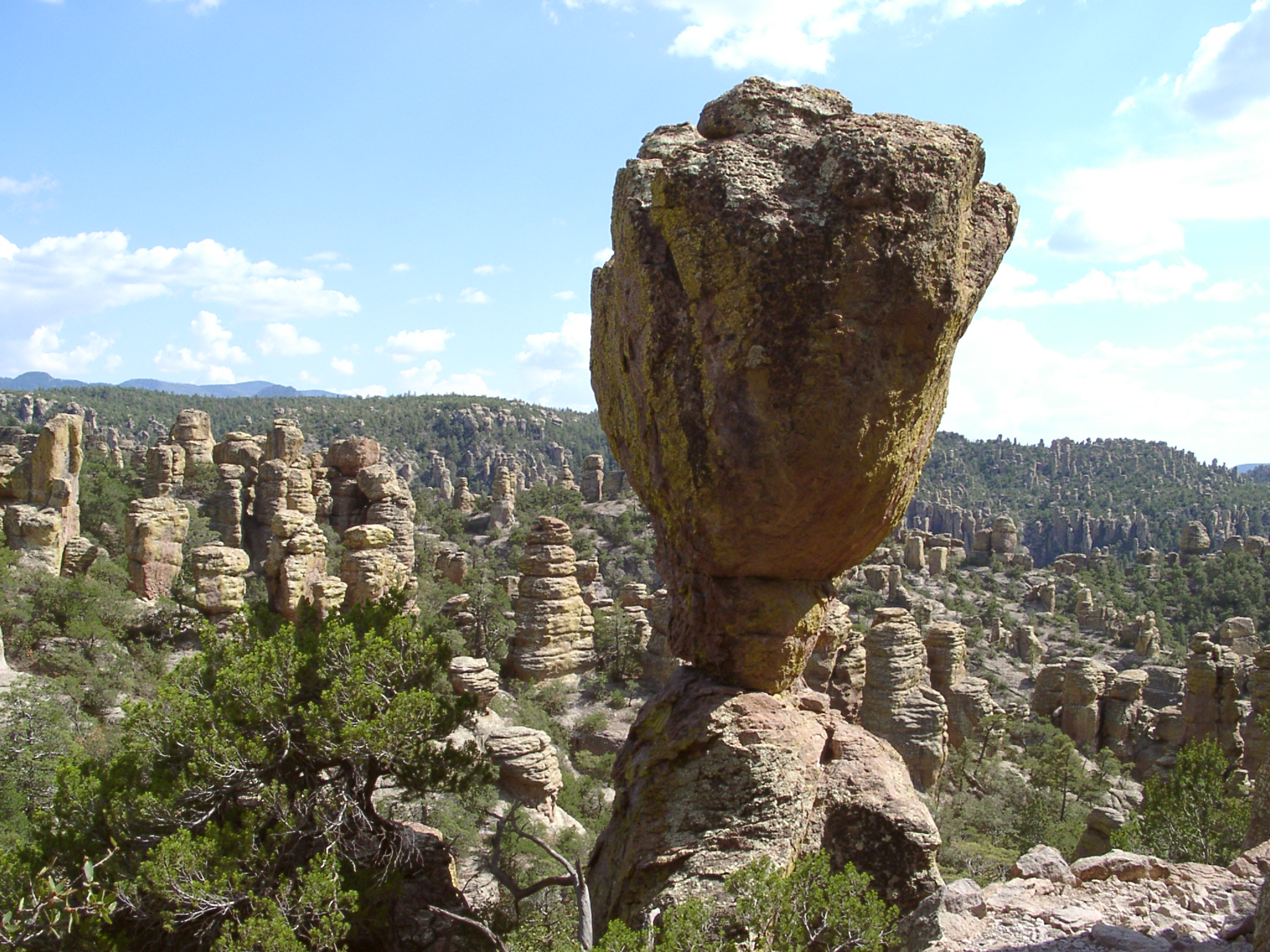
Roca balanceada en Punto de Rocas en el condado de Cochise, Arizona
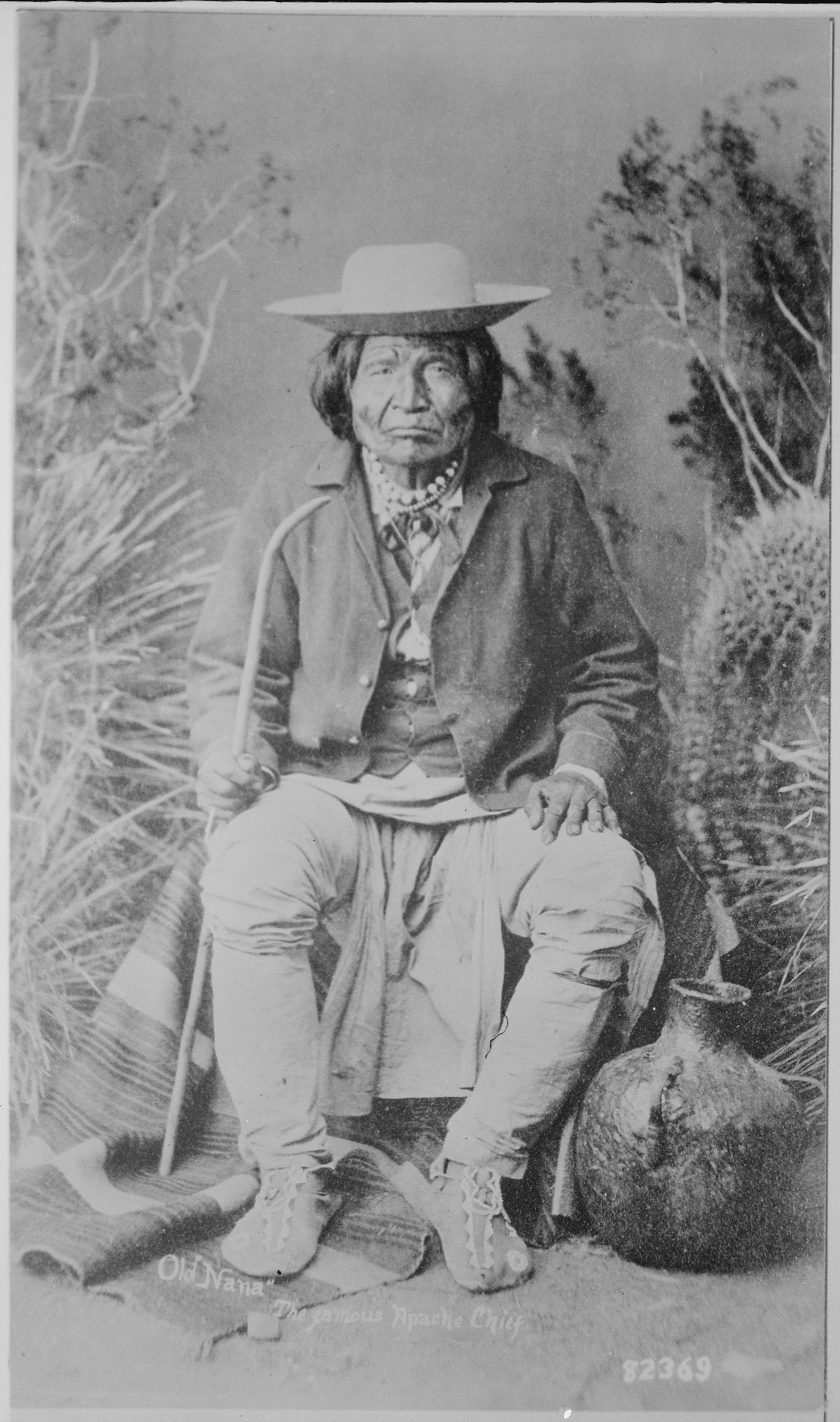
El subjefe chiricahua Nanay